# 佳味酚
蒟酚（Chavicol）亦称为佳味酚或胡椒酚，早期文献指以胡椒属的异名Chavica 即“蒟”属胡椒科植物中分离出来而得名，蒟酚是一种苯丙烯类化合物，系统名为对烯丙基苯酚，结构简式CH2=CHCH2C6H4OH，常温常压下为无色液体，存在于茴香和栀子制作的精油中。